# Élections générales néo-brunswickoises de 1866
L'élection générale néo-brunswickoise de 1866, aussi appelée la 21e élection générale, eut lieu en mai et en juin 1866 afin d'élire les membres de l'Assemblée législative du Nouveau-Brunswick, au Canada.
Sur les 41 députés, 33 sont des pro-confédérations tandis que les 8 autres, opposés à la Confédération, forment l'opposition.